# Grand' Anse (Mahé)

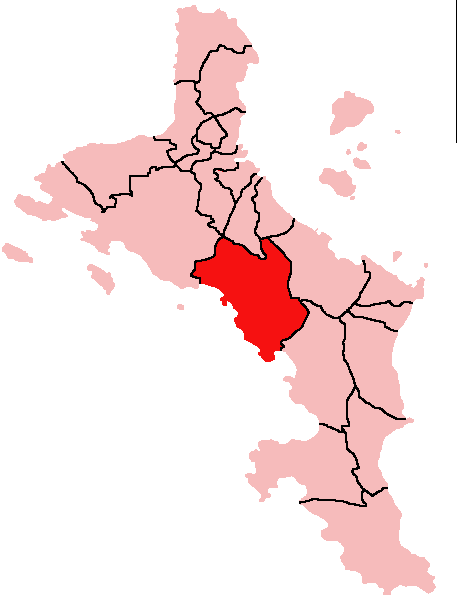
Localització de la divisió administrativa de Grand Anse.

Grand Anse és un dels 25 districtes administratius de les illes Seychelles. Està ubicat a la costa oest de l'illa de Mahé. Amb una superfície de 15 km² és el districte més extens de l'illa, ja que el segon districte més extens és Takamaka amb 14 km². El cens portat a terme pel govern de les Seychelles l'any 2002 va atribuir a aquest districte una població de 2.600 habitants.